# Frederick Cresser
Frederick "Fred" Cresser (Alemanya, març de 1872 – ?) va ser un remer alemany de naixement i estatunidenc d'adopció que va competir a primers del segle xx.
El 1904 va prendre part en els Jocs Olímpics de Saint Louis, on va guanyar la medalla d'or en la prova de vuit amb timoner del programa de rem.